# Champclause

Champclause este o comună în departamentul Haute-Loire, Franța. În 2009 avea o populație de 215 de locuitori.